# Mike Parton
Mike Parton, född 1954 i Storbritannien, är en brittisk företagsledare. Parton, som är utbildad vi Chartered Institute of Management Accountants, var mellan 2001 och 2006 VD för Marconi plc som sedermera kom att köpas upp av Ericsson. Sedan 2007 innehar Parton rollen som styrelsens ordförande i Tele2 AB och är samtidigt koncernchef för Damovo Group Ltd.